# 文笔塔 (常州)
文筆塔原是江苏省常州市太平寺中的塔。太平寺始建于南北朝齐梁时期，是常州最古老的佛寺之一，今已不存。文笔塔为砖木结构，七级八面，每级4个拱门，中有旋梯。塔下有曲池、拱桥。“夕照塔影”为文笔胜景。现存塔为光绪末年（1905-1908年）重建